# Rebolosa
Rebolosa es una freguesia portuguesa del concelho de Sabugal, con 11,12 km² de superficie y 205 habitantes (2001). Su densidad de población es de 18,4 hab/km².